# Rasmus Thornbjerg Klausen
Rasmus Thornbjerg Klausen (* 1. April 2000) ist ein dänischer Leichtathlet, der sich auf den Sprint spezialisiert hat.

## Sportliche Laufbahn
Erste internationale Erfahrungen sammelte Rasmus Thornbjerg Klausen im Jahr 2021, als er bei den U23-Europameisterschaften in Tallinn mit der dänischen 4-mal-100-Meter-Staffel im Vorlauf nicht ins Ziel kam. Im Jahr darauf erreichte er bei den Europameisterschaften in München mit der Staffel ebenfalls nicht das Ziel, wie auch bei den World Athletics Relays 2024 auf den Bahamas. Anschließend verhalf er der Staffel bei den Europameisterschaften in Rom zum Finaleinzug. 
2024 wurde Klausen dänischer Hallenmeister in der 4-mal-200-Meter-Staffel.

## Persönliche Bestzeiten
- 100 Meter: 10,56 s (+1,3 m/s), 30. August 2022 in Holbaek
  - 60 Meter (Halle): 6,73 s, 23. Januar 2024 in Aarhus
- 200 Meter: 20,91 s (+1,8 m/s), 18. März 2024 in Pretoria